# Westhalten
Westhalten település Franciaországban, Haut-Rhin megyében. Lakosainak száma 1010 fő (2022. január 1.). Westhalten Rouffach, Orschwihr, Soultzmatt, Osenbach és Pfaffenheim községekkel határos.

## Népesség
A település népessége az elmúlt években az alábbi módon változott:
| Lakosok száma | 981  | 978  | 991  | 988  | 986  | 992  | 998  | 1004 | 1010 |
|               | 2013 | 2015 | 2016 | 2017 | 2018 | 2019 | 2020 | 2021 | 2022 |